# Sabiá-preto
O sabiá-preto, ou sabiáuna (Turdus leucops), é uma ave da família Turdidae do grupo dos sabiás. Seu nome vem do tupi antigo sabiaúna, que significa sabiá preto (sabiá + una).

## Nomes populares
O nome sabiá-preto foi selecionado como nome vernáculo técnico para a espécie Turdus leucops pelo Comitê Brasileiro de Registros Ornitológicos (CBRO) em 2021. O nome alternativo sabiá-una foi selecionado para a espécie Turdus flavipes.